# 陳世卿 (1944年)
陈世卿 （1944年—），福建南平人，擁有中華民國與美國國籍，計算機科學家與企業家。

## 經歷
其父親為中華民國軍人。在第二次世界大戰結束後，1945年，中華民國政府接收臺灣，隨其父親部隊調動，全家遷移到高雄，陳世卿在此長大。於臺灣大學電機系取得學士學位，兩年後前往費城維拉諾瓦大學攻讀碩士，1972年再於伊利諾伊大學香檳分校得到博士學位。
他於1979年加入西摩·克雷的克雷研究公司（即後來的克雷公司），最有名的事蹟為主導克雷X-MP超級電腦設計。他後來在1987年離開克雷研究公司。
科技記者約翰·馬可夫於《紐約時報》曾宣稱陳世卿是「1980年代替科技先驅者西摩·克雷工作時，美國最耀眼的超級電腦設計師之一」（considered one of the nation's most brilliant supercomputer designers while working in this country for the technology pioneer Seymour Cray in the 1980s）。
陳世卿曾经担任蜆壳星盈科技有限公司（香港蜆壳電器工業有限公司的子公司）的創辦人兼執行長。此公司主要研發超級刀片電腦，位在中國深圳。
創辦北京科为民康信息科技有限公司、信息超级网格科技公司，任法人、董事长。2012年7月6日因拖欠物业房租等，两个公司位于北京市海淀区北航世宁大厦311等几个办公室同时被停电锁门，两个公司共拖欠员工4个月工资和社保等，陈世卿消失踪影，原联系方式失效。《中国科学报》《创业家》的记者都进行了相关的调查报道。